# Anthurium parile
Anthurium parile är en kallaväxtart som beskrevs av Nicholas Edward Brown och Adolf Engler. Anthurium parile ingår i släktet Anthurium och familjen kallaväxter. Inga underarter finns listade.